# José de Creeft
José de Creeft (Guadalajara, 1884 – New York, 1982) was een Spaans-Amerikaanse beeldhouwer en schilder.

## Leven en werk
De Creeft werd geboren in de stad Guadalajara in de Spaanse regio Castilië-La Mancha. Daar ging hij, toen hij elf jaar was, als leerling werken in een bronsgieterij. Tot 1905 werkte hij in ateliers in Barcelona en Madrid. In 1905 vertrok hij naar Parijs waar hij beeldhouwkunst studeerde aan de gerenommeerde Académie Julian en in 1906 een prijs won met zijn sculptuur Torso. Alhoewel hij in direct contact stond met Pablo Picasso en Juan Gris, die in hetzelfde gebouw woonden, werd hij niet beïnvloed door de moderne kunststromingen. Hij werkte aanvankelijk in klei en goot zijn sculpturen in brons, maar in 1915 wijzigde hij zijn werkwijze en ging en taille directe hakken in steen en hout, een werkwijze die hij de rest van zijn leven zou prefereren. Hij stelde zijn werken tussen 1919 en 1928 tentoon gedurende de Parijse Salon d'Automne.
In 1929 emigreerde hij naar de Verenigde Staten, waar hij in 1932 een aanstelling kreeg als docent beeldhouwen aan de New School for Social Research in Manhattan. Van 1944 tot 1948 was hij docent aan de Art Students League of New York in New York. De Creeft had een eigen atelier in de wijk Chelsea in Manhattan. Hij kreeg in 1940 de Amerikaanse nationaliteit en was in 1944 getrouwd met een cursiste, de beeldhouwster Lorrie H. Goulet (1925).
In 1960 toonde het Whitney Museum of American Art in New York het werk van De Creeft gedurende een overzichtstentoonstelling en in 1983 organiseerde de National Gallery of Art in Washington een expositie.

## Werken (selectie)
- Torso (1906)
- Marguerite (1918), Smithsonian American Art Museum in Washington D.C.
- Head of Getrude Lawrence (1931), Smithsonian American Art Museum in Washington
- Woman in the Sun (1938), Billy Rose Art Garden in Jeruzalem
- The Poet (1954), Ellen Phillips Samuel Memorial Sculpture Garden in Philadelphia
- Continuite (1958)[2], Smithsonian American Art Museum in Washington
- Alice in Wonderland (1959), Central Park in New York
- Nude in Wood (1959/63), Smithsonian American Art Museum in Washington
- Maternity, Nassau County Museum op Long Island
- New Being (1967)[3], Kingsborough Community College in Brooklyn (marmer) en Wichita State University in Wichita (brons)

## Fotogalerij

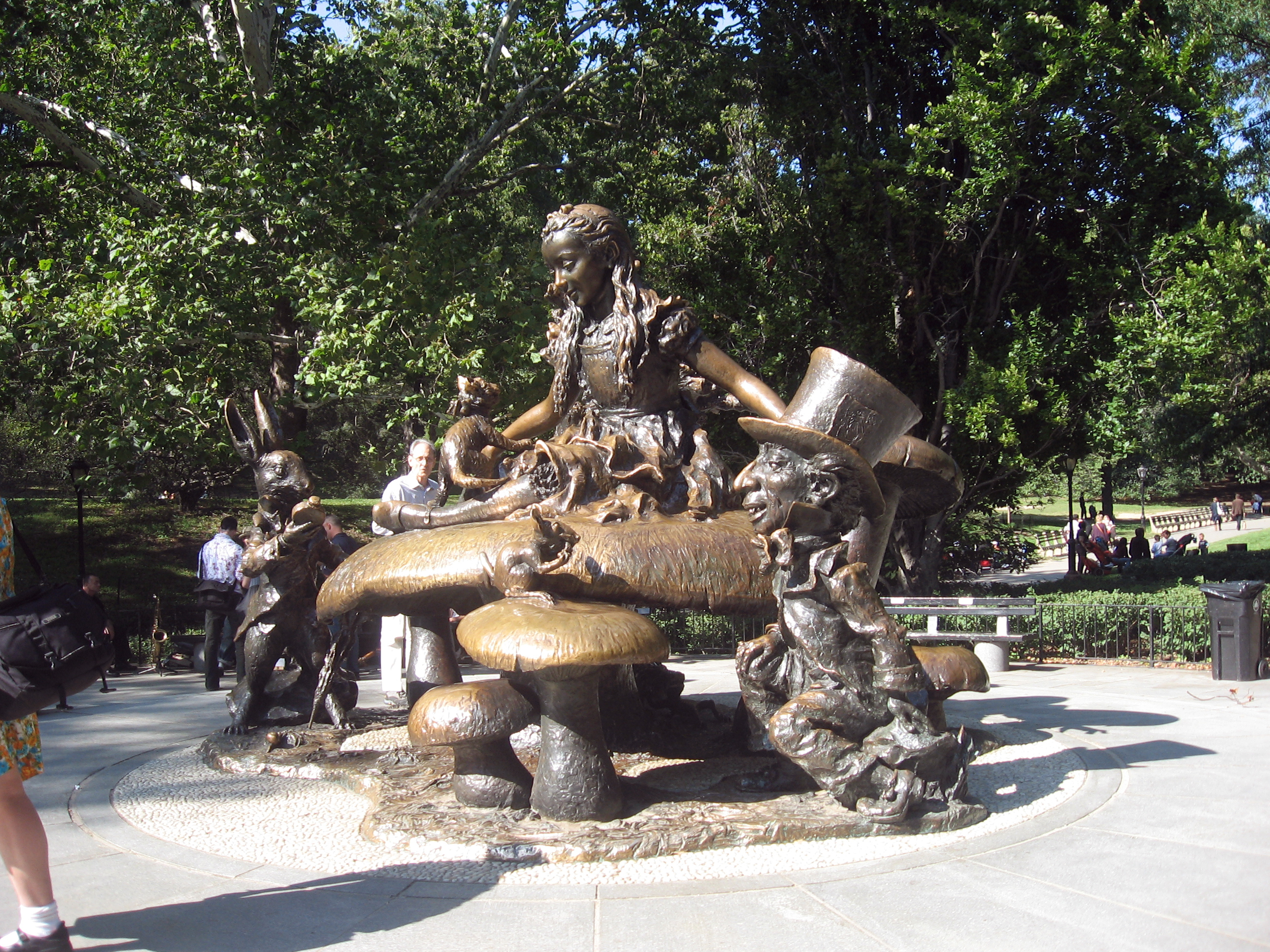
Alice in Wonderland (1959)